# Bouillac, Dordogne
Bouillac är en kommun i departementet Dordogne i regionen Nouvelle-Aquitaine i sydvästra Frankrike. Kommunen ligger i kantonen Le Buisson-de-Cadouin som tillhör arrondissementet Bergerac. År 2022 hade Bouillac 123 invånare.

## Befolkningsutveckling
Antalet invånare i kommunen Bouillac
Referens:INSEE